# Lijst van medewerkers van Editie NL
Dit is een lijst van presentatoren en verslaggevers van Editie NL.

## Huidige medewerkers
| Naam                 | Periode    | Functie                   |
| -------------------- | ---------- | ------------------------- |
| Margreet Beetsma     | 2007-heden | Presentator               |
| Daniel Godinho Veiga | 2022-heden | Presentator, verslaggever |
| Ann-Lynn Hamelink    | 2021-heden | Inval presentator         |
| Lonneke Haveman      | 2016-heden | Verslaggever              |
| Maarten Holla        | 2018-heden | Presentator, verslaggever |
| Meike de Jong        | 2014-heden | Inval presentator         |
| Annemarie Landman    | 2006-heden | Verslaggever              |
| Joachim van Maaren   | 2012-heden | Verslaggever              |
| Anne van der Meer    | 2016-heden | Presentator, verslaggever |
| Eise Pulles          | 2017-heden | Verslaggever              |
| Michiel Sampon       | 2005-heden | Verslaggever              |
| Robert Schouten      | 2003-heden | Verslaggever              |
| Jetske Schrijver     | 2014-heden | Presentator               |
| Steef van Stiphout   | 2015-heden | Presentator, verslaggever |

## Voormalige medewerkers
| Naam                 | Periode                              | Functie                                   |
| -------------------- | ------------------------------------ | ----------------------------------------- |
| Wilson Boldewijn     | 2007-2015                            | Presentator, verslaggever                 |
| Sanne Boswinkel      | 2015                                 | Inval presentator                         |
| Pepijn Crone         | 2016                                 | Inval presentator                         |
| Roel Geeraedts       | 2004-2005                            | Presentator                               |
| Petra Grijzen        | 2012                                 | Presentator                               |
| Ib Haarsma           | 2005-2014 2014                       | Verslaggever Inval presentator (eenmalig) |
| Elsemieke Havenga    | 2003-2006                            | Presentator                               |
| Jan de Hoop          | 2003-2007                            | Presentator                               |
| Brecht van Hulten    | 2010                                 | Presentator                               |
| Robbie Kammeijer     | 2016-2022                            | Presentator, verslaggever                 |
| Roland Koopman       | 2005                                 | Presentator                               |
| Elianne Kuepers      | 2016                                 | Presentator                               |
| Daphne Lammers       | 2004-2005 2007-2014 2019, 2020, 2023 | Presentator Presentator Inval presentator |
| Jeroen Latijnhouwers | 2003-2014                            | Presentator                               |
| Pernille La Lau      | 2007-2008                            | Presentator                               |
| Diana Matroos        | 2013-2016                            | Presentator                               |
| Anita Sara Nederlof  | 2020, 2023                           | Inval presentator                         |
| Daan Nieber          | 2014-2015                            | Presentator, verslaggever                 |
| Margreet Spijker     | 2003-2011                            | Presentator                               |
| Sanne Staarink       | 2011-2012 2014-2018                  | Presentator Presentator                   |
| Roderick Veelo       | 2006-2015                            | Inval presentator                         |
| Merel Westrik        | 2014, 2016                           | Inval presentator                         |
| Peter van Zadelhoff  | 2012-2019                            | Presentator                               |